# أديداس تانجو 12

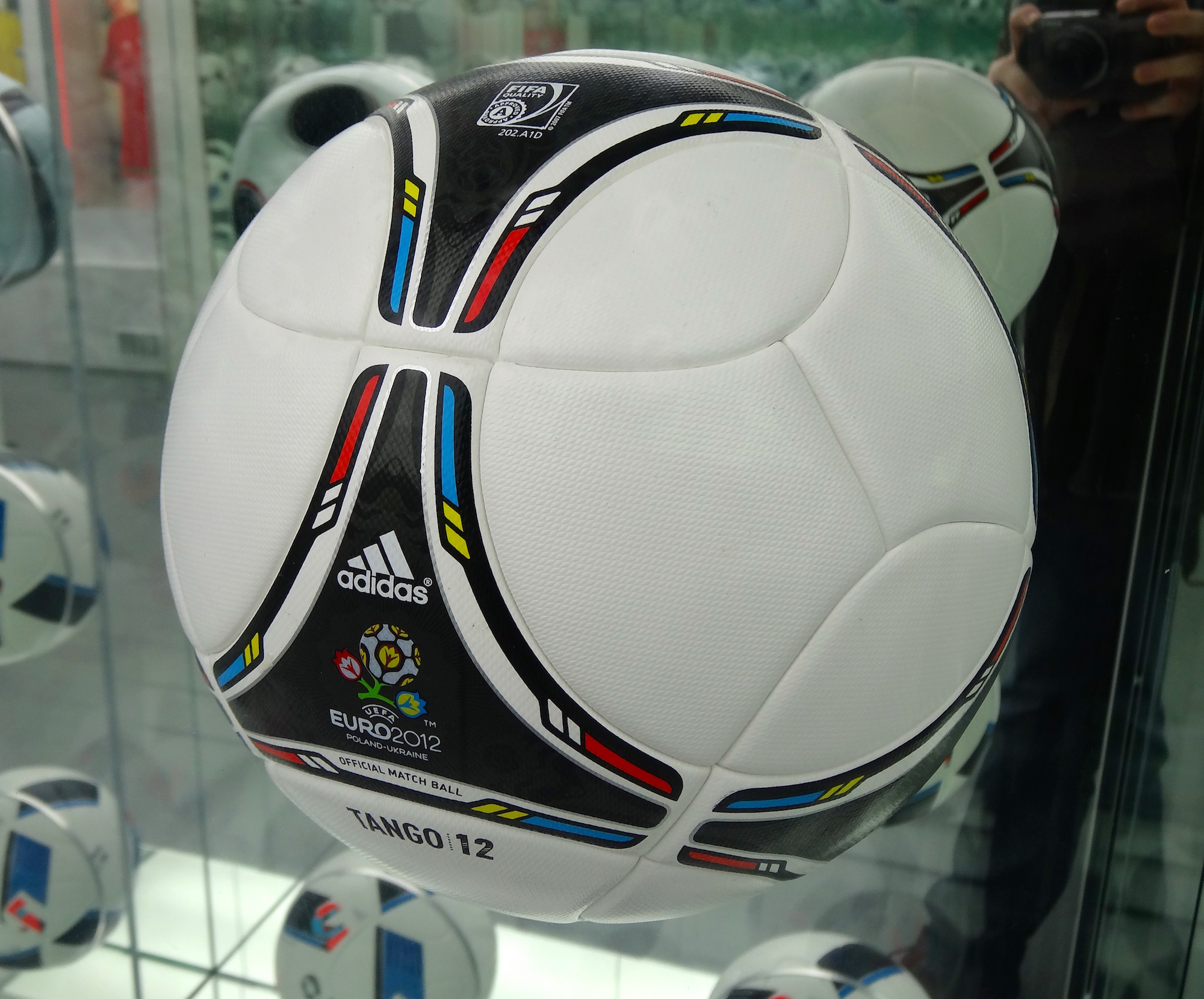
أديداس تانجو 12 الكرة الرسمية المستخدمة في بطولة أمم أوروبا 2012.

أديداس تانجو 12 هي الكرة الرسمية لبطولة كأس الأمم الأوروبية لكرة القدم 2012. تم تقديم الكرة يوم 2 ديسمبر 2011 خلال حفل قرعة مجموعات النهائيات في كييف، أوكرانيا. وقد صممت بناء على تصميم كلاسيكي استخدم في بطولات كأس العالم وأوروبا في حقبة الثمانينات من القرن الماضي.